# فاطمة أحمد
هي كاتبة إيطالية - صومالية، من مواليد 1949 م.

## السيرة الذاتية
وُلِدَت فاطمة في عاصمة كمبوديا في عام 1949م، كان والدها بحارًا صوماليًا وكانت والدتها من أصل فيتنامي، وبسبب الحرب الأهلية في كمبوديا، لجأت مع أسرتها إلى المأوى في الصومال. وفي فترة إقامتهم هناك عَمِل والدها في البرامج الإذاعية وتمت استضافته كمتحدث في راديو مقديشو.
وبعد ذلك هاجروا إلى إيطاليا، وهناك شاركت فاطمة في الوساطة الثقافية وعملت كمترجمة شفوية باللغة الفيتنامية. وأصبحت فيما بعد كاتبة ووسيطة ثقافية شاركت بنشاط في الاجتماعات والندوات والمؤتمرات والأنشطة الثقافية المتعلقة بهوية ما بعد الاستعمار. وكانت كتاباتها في الغالب حول تجارب ما بعد الاستعمار. وقد تعاونت مع جمعية (إكس & ترا-EKS & TRA association) في الأعمال الأدبية.

## ومن أعمالها
«العودة»، شانتي (Shanti) (التي حصلت على ميدالية من رئاسة الجمهورية الإيطالية) و«قطرات من الذكريات» التي فازت أيضًا بجوائز أدبية، وكانت أٌولى رواياتها (أوكوي- Aukuí).
وتقيم فاطمة في بحيرة ماغيور منذ عام 1989م برفقة زوجها إيطالي الجنسية وأبنائها الثلاثة.